# The Oath
The Oath  – amerykański internetowy serial (dramat kryminalny) wyprodukowany przez G-Unit Film & Television, Inc, Unforgettable Scripts oraz Storied Media Group, którego twórcą jest Joe Halpin.
Pierwszy sezon w całości został udostępniony 8 marca 2018 roku na platformie Sony Crackle.
Fabuła serialu opowiada o walce skorumpowanych gangów policjantów. 

## Obsada

### Główna
- Ryan Kwanten jako Steve Hammond[2]
- Katrina Law jako Karen Beach[3]
- Cory Hardrict jako Cole Hammond[4]
- J.J. Soria jako Pete Ramos[5]
- Arlen Escarpeta jako Damon Byrd(sezon 1)[6]
- Sean Bean jako Tom Hammond (sezon 1)[7]
- Christina Milian jako Christine Parks (sezon 2)[8]

### Role drugoplanowe
- Elisabeth Röhm jako Aria Price[9]
- Robert Gosset jako SAC Charles Ryder[10]
- Isaac Keys jako G[10]
- Kwame Patterson jako Neckbone[9]
- Billy Malone jako Frank Albanese[11]
- Sarah Dumont jako Kate Miller[11]
- Aaron Abrams jako David Shankman[11]
- Linda Purl jako Gwenn Hammond[9]
- Matt Gerald jako Kilvinski
- Isabel Arraiza jako Lourdes[12]
- Michael Malarkey jako Sam Foster[9]
- Eve Mauro jako Theresa Winters[9]
- J. Anthony Pena jako Carl Ortiz[13]
- Markice Moore jako Cornell Barnes
- Leona Lewis jako Amber Hall (sezon 2)[8]
- Zulay Henao jako Carmen Velasquez (sezon 2)[8]
- Dilshad Vadsaria jako Anaya Gil (sezon 2)[14]
- Sebastian Zurita jako Ricardo Velasquez (sezon 2)[14]
- Erik King jako pastor Greg (sezon 2)[14]
- Richard Burgi jako Nathan Andrews (sezon 2)[14]
- Rich Paul jako Eli Briggs (sezon 2)[14]
- Carlos Sanz jako Ignacio Velasquez (sezon 2)[14]
- Kevin Connolly jako James Hoke (sezon 2)[8]

## Odcinki
| Sezon | Odcinki | Oryginalna emisja w Sony Crackle | Oryginalna emisja w Sony Crackle |
| Sezon | Odcinki | Premiera sezonu                  | Finał sezonu                     |
| ----- | ------- | -------------------------------- | -------------------------------- |
| 1     | 10      | 8 marca 2019                     | 8 marca 2019                     |
| 1     | 8       | 21 lutego 2019                   | 21 lutego 2019                   |

### Sezon 1 (2018)
| Nr | #  | Tytuł        | Reżyseria      | Scenariusz                        | Premiera w Sony Crackle |
| -- | -- | ------------ | -------------- | --------------------------------- | ----------------------- |
| 1  | 1  | The Deal     | Jeff T. Thomas | Joe Halpin                        | 8 marca 2018            |
| 2  | 2  | Consequences | Jeff T. Thomas | Joe Halpin                        | 8 marca 2018            |
| 3  | 3  | Snag         | Luis Prieto    | Mark Valadez                      | 8 marca 2018            |
| 4  | 4  | Betrayal     | Luis Prieto    | J.F. Halpin                       | 8 marca 2018            |
| 5  | 5  | Payback      | Luis Prieto    | Joe Halpin                        | 8 marca 2018            |
| 6  | 6  | Allegiance   | Luis Prieto    | Kathy McCormick                   | 8 marca 2018            |
| 7  | 7  | Hunted       | Jeff T. Thomas | Kathy McCormick, Elizabeth Padden | 8 marca 2018            |
| 8  | 8  | Retribution  | Jeff T. Thomas | Noah Nelson                       | 8 marca 2018            |
| 9  | 9  | The Loss     | Jeff T. Thomas | Joe Halpin                        | 8 marca 2018            |
| 10 | 10 | Switch       | Jeff T. Thomas | Joe Halpin                        | 8 marca 2018            |

### Sezon 2 (2019)
| Nr | # | Tytuł       | Reżyseria      | Scenariusz      | Premiera w Sony Crackle |
| -- | - | ----------- | -------------- | --------------- | ----------------------- |
| 11 | 1 | Revenge     | Jeff T. Thomas | Joe Halpin      | 21 lutego 2019          |
| 12 | 2 | Aftermath   | Jeff T. Thomas | Noah Nelson     | 21 lutego 2019          |
| 13 | 3 | Mano        | Kevin Connolly | Kathy McCormick | 21 lutego 2019          |
| 14 | 4 | Proposition | Kevin Connolly | JF Halpin       | 21 lutego 2019          |
| 15 | 5 | Succession  | Kevin Connolly | Pilar Golden    | 21 lutego 2019          |
| 16 | 6 | Judas       | Scott Mann     | Noah Nelson     | 21 lutego 2019          |
| 17 | 7 | Exodus      | Scott Mann     | Joe Halpin      | 21 lutego 2019          |
| 18 | 8 | Restitution | Scott Mann     | Joe Halpin      | 21 lutego 2019          |

## Produkcja
19 kwietnia 2017 roku, platforma Crackle zamówiła pierwszy sezon dramatu.
W czerwcu 2017 roku, ogłoszono, że Sean Bean, Arlen Escarpeta, Ryan Kwanten i Cory Hardrict dołączyli do obsady.
W kolejnym miesiącu poinformowano, że Katrina Law, J.J. Soria, Kwame Patterson, Elisabeth Röhm, Linda Purl, Michael Malarkey, Eve Mauro, Sarah Dumont, Billy Malone, Aaron Abrams, Robert Gossett, Isaac Keys zagrają w serialu.
Pod koniec sierpnia 2017 roku, ogłoszono, że J. Anthony Pena otrzymał rolę jako Carl Ortiz.
W kolejnym miesiącu Isabel Arraiza dołączyła do obsady.
25 kwietnia 2018 roku, platforma Crackle  ogłosiła przedłużenie serialu o drugi sezon.
Pod koniec czerwca 2018 roku, ogłoszono, że w drugim sezonie serialu zagrają; Christina Milian, Leona Lewis, Zulay Henao oraz Kevin Connolly.
W kolejnym miesiącu poinformowano, że Dilshad Vadsaria, Sebastian Zurita, Erik King, J. Anthony Pena, Richard Burgi, Rich Paul i Carlos Sanz dołączyli do obsady.